# 圣贝特万
圣贝特万（法語：Saint-Berthevin，法語發音：[sɛ̃ bɛʁtəvɛ̃]）是法国马耶讷省的一个市镇，位于该省中部，属于拉瓦勒区和拉瓦勒城市公共社区。

## 地理
圣贝特万（48°4'6"N, 0°49'33"W）面积32.11 平方千米，位于法国卢瓦尔河地区大区马耶讷省，该省份为法国西北部内陆省份，北起芒什省和奧恩省，西接伊勒-维莱讷省，南至曼恩-卢瓦尔省，东临萨尔特省。
与圣贝特万接壤的市镇（或旧市镇、城区）包括：勒热内-圣伊勒、阿于耶、尚热、拉瓦勒、卢瓦龙-吕耶、蒙蒂涅勒布里扬。
圣贝特万的时区为UTC+01:00、UTC+02:00（夏令时）。

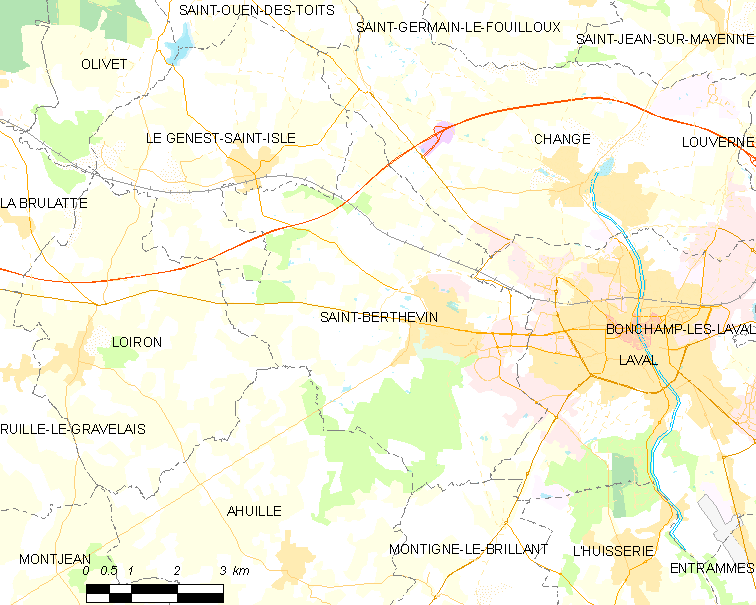
圣贝特万的OSM定位图

## 行政
圣贝特万的邮政编码为53940，INSEE市镇编码为53201。

## 政治
圣贝特万所属的省级选区为圣贝特万县。

## 交通
马耶讷省省道D32线、D57线、D112线、D500线、D576线和D900线经过境内。法国国家A81号高速公路经过北部但未设出入口。
拉瓦勒公交H线、I线和J线经过境内。

## 人口

1962-2008年间圣贝特万人口变化图示

圣贝特万于2022年1月1日时的人口数量为7384人。